# レイズイン
レイズイン（REY'S IN GROUP）は、1982年5月1日に東京都港区六本木に設立された、音楽制作会社である。なお、代表の長戸秀介はビーイングの創設者である長戸大幸の弟である。
2003年、コロムビアミュージックエンタテインメント内に、レイズイングループがレーベルプロデューサーを手がけるTOY BOXを設立。
2005年、株式会社サウストゥノースレコーズを設立し、同年にインディーズレーベルSouth to North RecordsおよびSouth to North Factory、2012年に音楽配信レーベルWAVE MUSIC TUNESを立ち上げる。
2013年、ユニバーサルミュージック内に、次世代アイドル専門レーベルROCKET BEATSを設立。

## 現在プロデュースをしているアーティスト

### South to North Records
販売元：株式会社ビーイング（配信、限定盤を除く）

### ユニバーサルD
販売元：ユニバーサルミュージック合同会社

## 過去にプロデュースを手がけたアーティスト
- i＊Be
  - LoveStruck
    - 佐々木香奈
- あおぞら
  - 北村優希
- 浅香唯
- 石岡美紀
- 市原真紀
- ELEVEN
- Water
- NNG
- 大阪男塾
- 岡田ひらり
- 織田無道
- GAO
- 河井拓実
- 木下あゆ美
- Kyon:P
- CRUES NOVER
- QReA
- ザ・ポチ
- J-PROJECT
- 杉本誘里
- 須藤あきら
- 関口衣菜
- ダイナマイトC
- DD
- Dir en grey
- 手塚翔太郎
- TORA NO ANa
- 浜田麻里
- Paradox
- ひなた
- 藤岡弘、
- 藤重政孝
- Fumi
- BLOW
- 水沢瑤子
- メリチョコ
- 本木美沙
- 森下千里
- 柳原愛子(三森愛子)
- 吉水孝之
- 渡辺直由
- NOAH

## 制作媒体

### ラジオ
- サタデー ナイト ガーリーズ（2010年4月3日 - 9月25日、Kiss-FM KOBE）
MC：安西シエル、Kyon:P・TOMOKA（2010年4月）、米澤勇気・Riu（2010年5月）、Maasa・Halna（2010年6月）、竹内奈緒・萩原直（2010年7月）、山口小百合・吉田みなみ（2010年8月）、藤原鞠菜・平岡毬亜（2010年9月）
- 音遊塾（2011年10月5日 - 2012年3月28日、エフエム愛知・スマートフォンアプリListenRadio）
MC：ケイ・グラント・岩佐えみり、コーナーMC：沢口千恵・大浦冬華
- 音遊塾spin-off(東京本校)（2011年7月13日 - 2012年6月29日、スマートフォンアプリListenRadio）
MC：菅孝訓（2011年8月22日 - 2012年6月29日）、山口小百合（2011年7月13日 - 2012年1月2日）、金沢藍（2012年1月4日 - 2012年6月29日）
- 音遊塾spin-off(大阪)（2012年4月27日 - 6月22日、スマートフォンアプリListenRadio）
MC：私立應南学院高等部
- 音遊塾spin-off(仙台)（2012年4月13日 - 6月8日、スマートフォンアプリListenRadio）
MC：ユリカ、櫻井未来
- NNGのキラリズム（2012年4月4日 - 10月31日、エフエム愛知・スマートフォンアプリListenRadio( - 2012年6月27日)）
MC：NNG
- 私立應南学院放送部（2012年11月7日 - 2013年3月27日、エフエム愛知）
MC：私立應南学院高等部
- SHOW WAAAP!（2013年4月2日 - 9月24日、FMヨコハマ）
MC：西浦秀樹、C@n-dols
- ハマる!T-NIGHT!（2013年4月3日 - 2014年3月26日、エフエム愛知）
MC：Twin2・米澤勇気、コーナーMC：Kus Kus
- 1 DAY（2013年10月1日 - 12月31日、FMヨコハマ）
MC：西浦秀樹
- BIRTHが読む物語（2013年10月16日 - 2014年3月26日、エフエム大阪）
MC：BIRTH
- T-NIGHT MUSIC!（2014年4月2日 - 2015年3月25日、エフエム愛知）
MC：sylphete・米澤勇気、コーナーMC：Kus Kus
- IDOL SELECTION（2015年4月1日 - 2016年9月28日、@FM（FM AICHI））
MC : まるたにあやの・彼方彩夏（2015年8月まで城奈菜美）、コーナーMC：矢島舞依（2015年9月までATHENA）（2015年4月 - 2016年3月）
MC : アンドクレイジー・Dorothy Little Happy・Kus Kus（2016年4月 - 9月）
- Pretty WOMAN＠レディオ!（2016年10月5日 - 、@FM）
MC : RIONA(Pretty WOMAN)他

### 動画配信
- SNR-TV（2011年7月10日 - 2012年4月1日、Ustream）
MC：井上真希、山口小百合
- R's BAR!!（2014年4月7日 - 、ニコニコ生放送）
MC：かがわの水割、山本かおり

### ポッドキャスト
- South to North Records Podcast（2007年4月11日 - 10月10日）
MC：佐藤亜紀恵
- 音遊塾ポッドキャスト（2012年8月14日 - ）
MC：金沢藍・山口小百合（音遊塾東京）、私立應南学院高等部・弥生（音遊塾大阪）、佐々木大和・葵（音遊塾仙台）

### スマートフォンアプリ
- 麻雀だいすき（2011年8月12日 - 、Android）
ラインナップ：『麻雀だいすき 夏川陽子』『- 金沢藍』『- 佐々木香奈』『- ようか』『- 小牧未侑』『- Fumi』『- 山本かおり』、『-無料版 菅孝訓』
- Night Shift（2012年11月1日、Android・iPhone）